# 振铃 (电话)
振铃（英語：Ringing）是一种使铃音或其他设备发出提醒通知电话用户接听来电的电信信号。在历史上，这通过在电话线路上发送高电压的交流電使电磁铃声到达客户站，因此这也被称为电源振铃（power ringing）。它与回铃音不同，回铃音是传回呼叫者，标示目标电话正在振铃的声音。

## 规范
在固定电话中，铃音或振铃是通过60至105伏特的RMS 20Hz正弦波跨越用户线尖端和环形导体产生，而日常状态为-48 VDC回路。该信号由中心局的振铃发生器生成。
在用户被呼叫时，用户线路卡上的中继将振铃发生器与用户线连通。此交换也发送回铃音到發話方。当受話方通过拿起电话受话器叉簧回应时，用户的电话从中心局的电池汲取直流電。该电流由线路卡感测，并且振铃继电器断电。

## 多方线路
在多方线路上，振铃器通常从双线线路的一侧连接到地；“提示方”和“振铃方”从线路对侧连接到振铃。在双方服务上，各用户都不会听到另一方的呼叫铃。部分20世纪的独立电话公司部署了四方通话线路，使用不同频率选择性振铃各方（四个可能的组合是从尖端到地面为20Hz或30Hz，从环到地面为20Hz或30Hz）。如果还需将其他用户加入同一线路，需使用特殊振铃模式来识别被叫用户；这些可被在线上的多个用户听到。

## 振铃发生器
振铃发生器（ring generator）或振铃电压发生器（ringing voltage generator）是以峰值90伏特的电源振铃）或告知一个或多个电话分机的输出20周期正弦交流电的装置。在受话器被摘下时，输出停止。
如果在封闭系统（例如内部通信或私用用户交换机）内使用非标准的电话分机，则不需要遵守振铃标准。一些办公电话使用单独接线的低压直流蜂鸣器代替振铃，或者使用完全定制设计的电话机（只能与符合相同标准的交换机配合使用）。这避免了产生20Hz 90V正弦交流电，但不兼容标准电话振铃器。